# Selim Soydan
Selim Soydan (* 1. Januar 1941 in Nişantaşı) ist ein ehemaliger türkischer Fußballspieler.

## Karriere

### Vereine
Soydan, aus der Jugendabteilung von Beşiktaş Istanbul hervorgegangen, rückte 1959 in die Erste Mannschaft auf, für die er seine ersten fünf Punktspiele in der Premierensaison, der am 21. Februar gestarteten und in zwei Gruppen aufgeteilten höchsten Spielklasse bestritt. Er debütierte am 8. April in der Gruppe Weiß beim 3:2-Sieg im Heimspiel gegen Beykozspor. Sein erstes Tor gelang ihm am 18. April 1959 beim 3:1-Sieg im Auswärtsspiel gegen MKE Ankaragücü mit dem Treffer zum 2:0 in der 50. Minute. In der Saison 1960/61, in der Vorsaison viermal eingesetzt, bestritt er 17 weitere Punktspiele in der Millî Lig, der bis Saisonende 1962/63 unter diesem Namen höchsten Spielklasse im türkischen Fußball, in denen er ein weiteres Tor erzielte. Am Ende seiner Premierensaison im Seniorenbereich gewann er mit der errungenen Meisterschaft seinen ersten Titel seiner noch jungen Spielerkarriere.
Zum Stadt- und Ligarivalen Fenerbahçe Istanbul gewechselt, spielte er von 1961 bis 1971 – ab der Saison 1963/64 in der unter dem Namen Türkiye 1. Ligi – nach wie vor höchsten Spielklasse des Landes. Während seiner Vereinszugehörigkeit gewann er viermal die Meisterschaft und je einmal den nationalen Vereinspokal und den internationalen Balkanpokal, der im Finale gegen AEK Athen erst im dritten und entscheidenden Spiel mit 3:1 gewonnen werden konnte, nachdem das Gesamtergebnis nach Hin- und Rückspiel ausgeglichen war. Bei der 1:2-Hinspielniederlage in Athen erzielte er das Ausgleichstor in der 14. Minute, das Rückspiel endete mit dem 1:0-Sieg.
Des Weiteren – als unterlegener Pokalfinalist gegen Galatasaray Istanbul, der am Wettbewerb um den Europapokal der Landesmeister 1963/64 teilnahm – spielte er im Wettbewerb um den Europapokal der Pokalsieger und bestritt die ersten beiden Vorrundenbegegnungen mit Petrolul Ploiești, sowie das Viertelfinalhinspiel und das notwendig gewordene Entscheidungsspiel gegen den MTK Budapest; in den beiden Hinspielen im heimischen Mithat Paşa-Stadion erzielte er jeweils ein Tor. Im Wettbewerb um den Europapokal der Landesmeister bestritt er 1968/69 drei Spiele (Erstrundenhinspiel gegen Manchester City, zweimal gegen Ajax Amsterdam) und 1970/71 das Erstrundenrückspiel gegen den FC Carl Zeiss Jena.

### Nationalmannschaft
Als A-Jugendspieler debütierte er am 11. Mai 1958 im Mithat Paşa-Stadion als Einwechselspieler bei der 0:1-Niederlage der U18-Nationalmannschaft gegen die Auswahl Bulgariens. In seinem zweiten Länderspiel für diese Auswahl erzielte er am 21. März 1959 bei der 2:3-Niederlage gegen die Auswahl Griechenlands seine einzigen beiden Tore.
Mit der Amateurnationalmannschaft der Türkei nahm er am Fußballturnier im Rahmen der Mittelmeerspiele im Jahr 1959 teil und bestritt drei Begegnungen; dem 3:0-Sieg am 14. Oktober über die Amateurnationalmannschaft des Libanons, folgte am 21. Oktober ein 2:1-Sieg und gegen die Amateurnationalmannschaft Italiens abschließend die 1:2-Niederlage.
Als Spieler der Olympiaauswahl nahm er mit ihr am olympischen Fußballturnier 1960 in Rom teil und bestritt die ersten beiden Spiele der Gruppe A, die mit 0:3 und 0:4 gegen die Olympiaauswahlen Bulgariens und Jugoslawiens verloren wurden.
Für die B-Nationalmannschaft bestritt er am 19. Dezember 1962 in Addis Abeba das mit 2:1 gewonnene Länderspiel gegen die Nationalmannschaft Äthiopiens.
Am 9. Oktober 1963 spielte er das erste Mal für die U21-Nationalmannschaft; die U21-Nationalmannschaft Rumäniens wurde mit 1:0 bezwungen und gegen diese am 24. Oktober 1965 mit 0:3 verloren. Mit diesem Ergebnis war er am 12. Oktober 1966 der U21-Nationalmannschaft Deutschlands unterlegen. Seinen letzten Einsatz in dieser Altersklasse bestritt er am 27. September 1967 beim 2:1-Sieg über Rumänien. Für die A-Nationalmannschaft kam er am 12. und 16. Dezember 1962 beim 1:1 und 0:0 gegen die Nationalmannschaft Dänemarks und Äthiopiens zum Einsatz.

## Erfolge
Beşiktaş Istanbul
- Türkischer Meister 1960

Fenerbahçe Istanbul
- Türkischer Meister 1964, 1965, 1968, 1970
- Istanbul-Stadtpokal-Sieger 1969
- Türkischer Pokal-Sieger 1968
- Spor-Toto-Pokal-Sieger 1967
- Balkanpokal-Sieger 1967